# Onno Ruding
Herman Onno Christiaan Rudolf Ruding (ur. 15 sierpnia 1939 w Bredzie) – holenderski polityk, ekonomista i bankowiec, deputowany, w latach 1982–1989 minister finansów.

## Życiorys
W latach 1957–1963 studiował ekonomię w Nederlandse Economische Hogeschool w Rotterdamie. Doktoryzował się na tej uczelni w dziedzinie nauk ekonomicznych w 1969. W drugiej połowie lat 60. pracował jako urzędnik w ministerstwie finansów, w którym w latach 1969–1970 kierował jednym z departamentów. Później zatrudniony w AMRO Banku, w latach 1974–1977 pełnił w nim funkcję dyrektora w dyrekcji ds. papierów wartościowych. W latach 1977–1980 był dyrektorem wykonawczym w Międzynarodowym Funduszu Walutowym, a na początku lat 80. członkiem rady dyrektorów AMRO Banku.
W 1967 wstąpił do Katolickiej Partii Ludowej, z którą w 1980 dołączył do Apelu Chrześcijańsko-Demokratycznego. Od listopada 1982 do listopada 1989 sprawował urząd ministra finansów w dwóch rządach Ruuda Lubbersa. W 1986 krótko wykonywał mandat deputowanego do Tweede Kamer. W latach 1990–1992 był przewodniczącym Nederlands Christelijk Werkgeversverbond, związku chrześcijańskich pracodawców. W tym samym okresie zasiadał w Sociaal-Economische Raad, doradzającej rządowi radzie społeczno-ekonomicznej. Potem związany z grupą finansową Citicorp i następnie Citigroup. Był jej wiceprezesem w Nowym Jorku (1992–2000) i przedstawicielem w Brukseli (2000–2003). Powoływany w skład organów kierowniczych i nadzorczych różnych przedsiębiorstw oraz instytucji, m.in. Centre for European Policy Studies.
Komandor Orderu Oranje-Nassau (1989).